# Comté d'Hepburn
Le comté d'Hepburn est une zone d'administration locale dans le centre du Victoria en Australie.
Il résulte de la fusion en 1995 des comtés Creswick, Daylesford et Glenlyon et, partiellement, des comtés de Kyneton et de Talbot & Clunes.
Le comté comprend les villes de Clunes, Creswick, Daylesford, Hepburn Springs et Trentham.
Autres localités :
- Kingston,